# 間藤郁也
間藤 郁也（まとう ふみや、1994年4月6日 - ）は、元ラグビーユニオン選手。

## 略歴
2013年、新発田農業高校卒業後、山梨学院大学に入る。
2014年、センターからプロップにコンバート。
2017年、山梨学院大学卒業後、清水建設ブルーシャークス(現・清水建設江東ブルーシャークス)に加入。同年9月9日に行われたトップイーストリーグDiv.1第1節の秋田ノーザンブレッツ戦に先発出場で公式戦初出場を果たす。
2024-25シーズンをもって、現役引退。